# Krzyż Wdzięczności (Lublin)
Krzyż Wdzięczności w Lublinie – pomnik upamiętniający strajk na terenie Lubelskich Zakładów Naprawy Samochodów w lipcu 1980 roku, usytuowany przed nieistniejącym już biurowcem LZNS przy Drodze Męczenników Majdanka w Lublinie. 

## Historia
Pomnik powstał z inicjatywy Komisji Zakładowej "NSZZ Solidarność" Lubelskich Zakładów Naprawy Samochodów, która pragnęła upamiętnić pierwszą rocznicę strajku w zakładzie w lipcu 1980 roku. Pomnik ufundowany został ze zbiórki pieniędzy pracowników LZNS. Autorem projektu i jego wykonawcą był Wojciech Surma. Odsłonięcie i poświęcenie pomnika odbyło się 10 lipca 1981, podczas uroczystej mszy św. pod przewodnictwem biskupa pomocniczego ks. Zygmunta Kamińskiego. Obiekt budził poważne zastrzeżenia władz komunistycznych, położony jednak na peryferiach miasta i na wpół zapomniany, przetrwał nietknięty do przemiany ustrojowej w 1989 roku. W latach 1982–1989 pomnik ten był miejscem nieoficjalnego składania kwiatów i zapalania zniczy w rocznice solidarnościowe, a od 1989 jest stałym elementem oficjalnych obchodów rocznicy Lubelskiego Lipca.
W 2009 roku na skutek niszczenia istniejącego monumentu, NSZZ Solidarność Regionu Środkowowschodniego ogłosiła konkurs na nowy pomnik. Nowy projekt miał zawierać dwa podstawowe elementy starego – krzyż i postać robotnika oraz miał być wykonany z trwalszych materiałów niż drewno. Konkurs wygrał projekt Tomasza Bielaka. 25 lipca 2010 roku, w 30. rocznicę wybuchu strajków Lubelskiego Lipca, odbyło się uroczyste odsłonięcie oraz poświęcenie pomnika przez biskupa Ryszarda Karpińskiego. W uroczystości wzięli udział m.in.: przewodniczący krajowej NSZZ Solidarność Janusz Śniadek, delegacje władz rządowych i samorządowych, członkowie Rodzin Katyńskich, przedstawiciele Lubelskiego Kuratora Oświaty. 

## Opis
Pierwotny pomnik, wystawiony w 1981 roku, przedstawiał drewniany krzyż wysokości ok. 10 metrów usytuowany na kopczyku z polnych kamieni oraz również drewnianą, rzeźbę robotnika z rękami uniesionymi ku górze i zrywającego kajdany (2,07 m). Na krzyżu znajdował się napis: PAN DA SIŁĘ SWOJEMU LUDOWI i data: LUBLIN / 1981 / R. Na tablicy umieszczonej poziomo pod krzyżem można było przeczytać: KRZYŻ WDZIĘCZNOŚCI / SYMBOL MASOWEGO PROTESTU / ROBOTNIKÓW LATA 1980 ROKU KTÓRY / DOPROWADZIŁ DO POWSTANIA N.S.Z.Z. / SOLIDARNOŚĆ I ZAPOCZĄTKOWAŁ / DZIEŁO NAPRAWY / RZECZPOSPOLITEJ / W PIERWSZĄ ROCZNICĘ ROBOTNICZYCH / STRAJKÓW W LUBLINIE / 10 LIPIEC 1981 R. ZAŁOGA L.Z.N.S. Na rzeźbie robotnika znajdowała się sygnatura artysty: W. SURMA / 1981. 
Nowa instalacja z 2010 roku (wykonana kosztem ponad 600 tys. zł.) była niemal wiernym odbiciem starego pomnika – krzyż był mniejszy, wykonany został z mosiądzu a postać robotnika z brązu. Na krzyżu umieszczono cytat: "A zatem nie jesteś już niewolnikiem, / lecz synem. / Jeżeli zaś synem, / to i dziedzicem z woli Bożej. / Św. Paweł, list do / Galatów. Nowa tablica wiernie powtarzała sentencję ze starego pomnika, dodając: "W poczuciu dumy i przeświadczeniu o doniosłości / wydarzeń sprzed trzydziestu lat / – Lubelskiego Lipca '80 i powstania NSZZ "Solidarność" – / odbudowy Pomnika, jako świadectwa walki / mieszkańców Lubelszczyzny / o godność, wolność i prawdę dokonał / Zarząd Regionu Środkowowschodniego NSZZ Solidarność / Lublin 25 lipca 2010." Obok umieszczono logo "Solidarności". Całość zainstalowana została na kamiennym podeście do którego wiodą 8-stopniowe schody. Dodano trzy maszty na okolicznościowe flagi i bannery. Kolejnym, zupełnie nowym elementem, było 5 pionowych płyt z nazwami miejscowości na Lubelszczyźnie, w których w lipcu '80 doszło do strajków (Świdnik, Lublin, Puławy, Poniatowa, Opole Lubelskie, Lubartów, Chełm, Kraśnik, Tomaszów Lubelski, Biała Podlaska, Zamość, Radzyń Podlaski, Biłgoraj). Przed podejściem do pomnika (po prawej stronie) stanęła metalowa tablica informująca w języku polskim i angielskim o przebiegu Lubelskiego Lipca z listą 157 zakładów Lubelszczyzny które przystąpiły do protestu. 

## Galeria

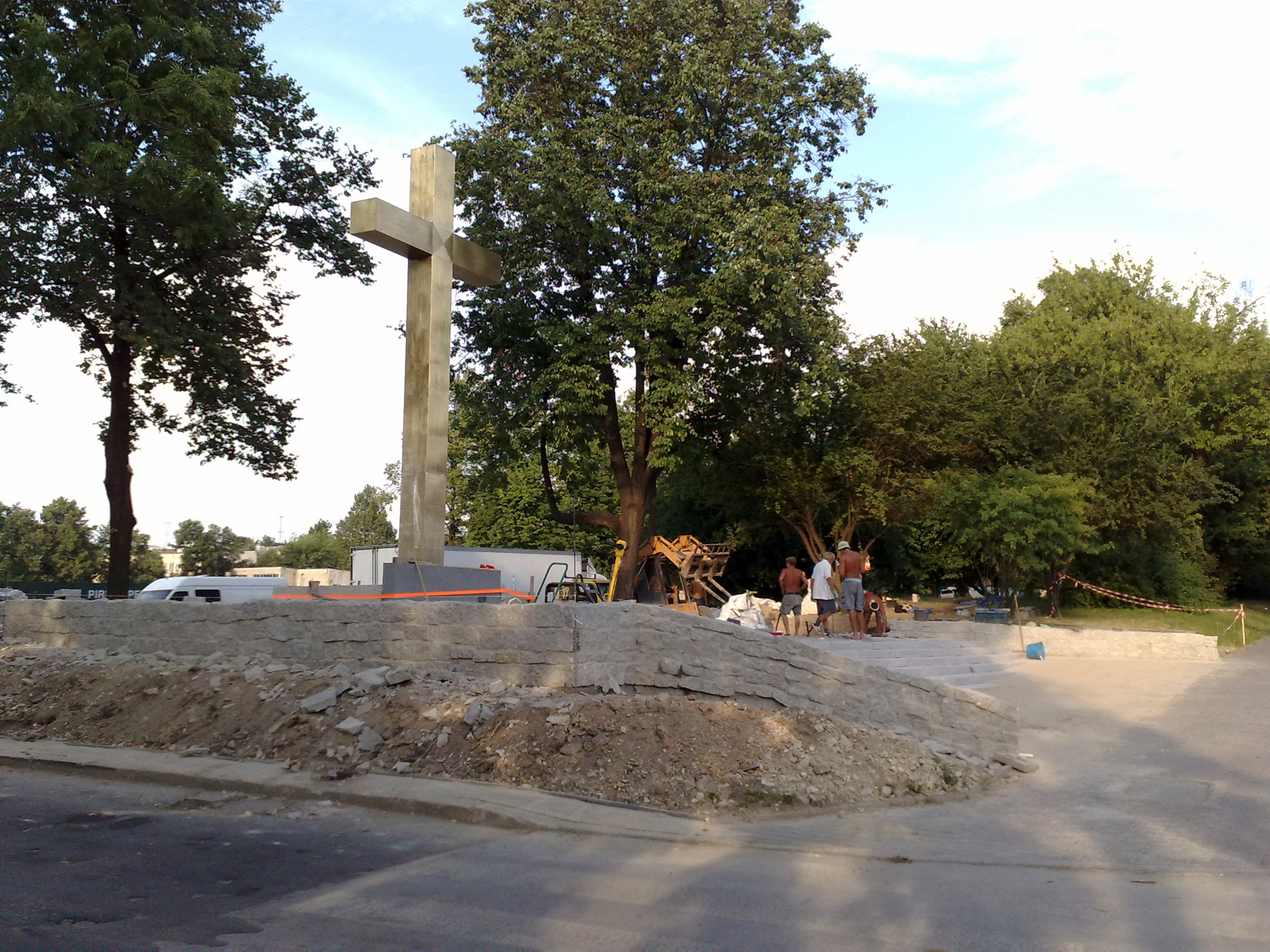
Budowa nowego pomnika w lipcu 2010
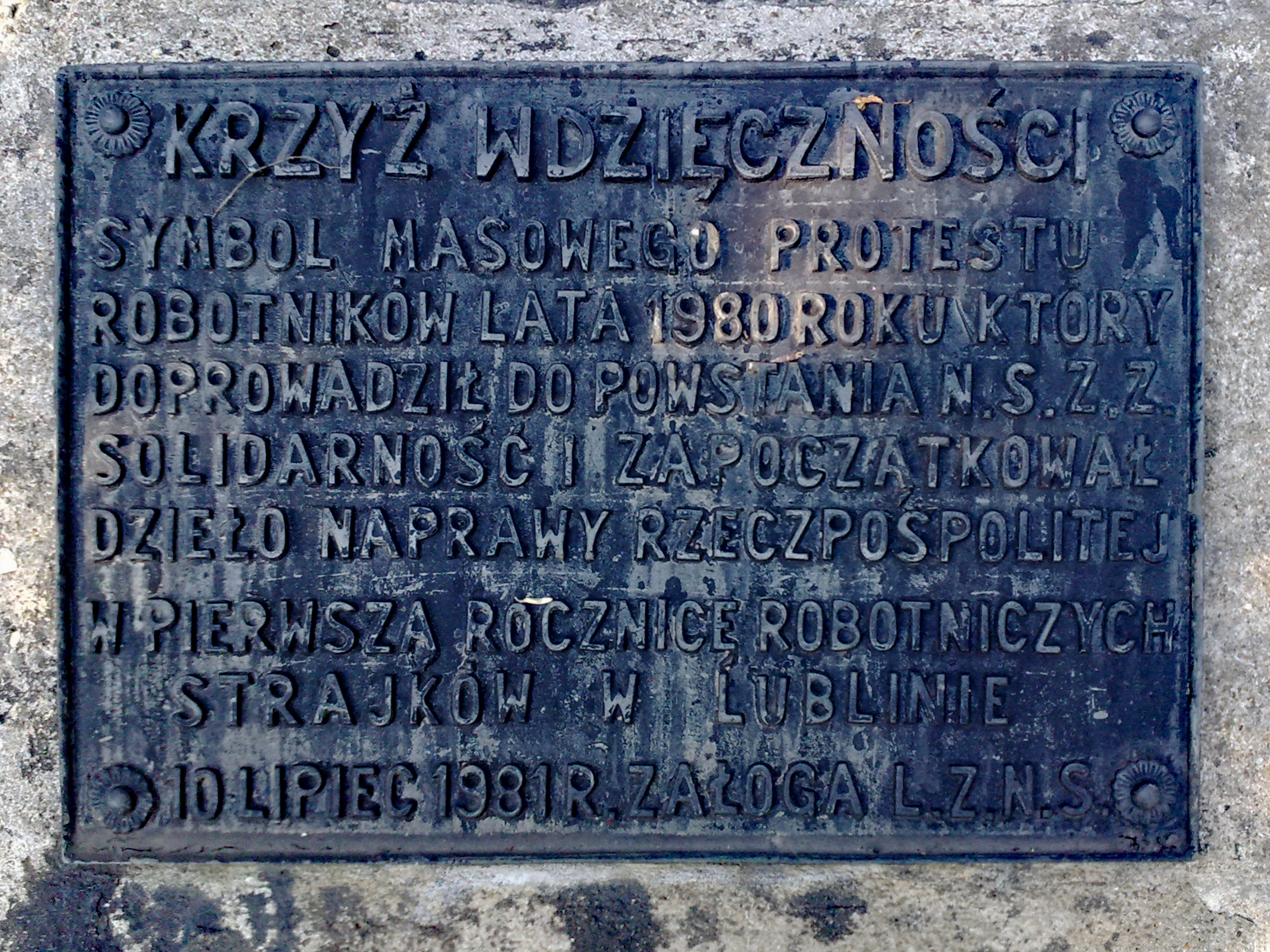
Tablica umieszczona na pomniku z 1981 roku
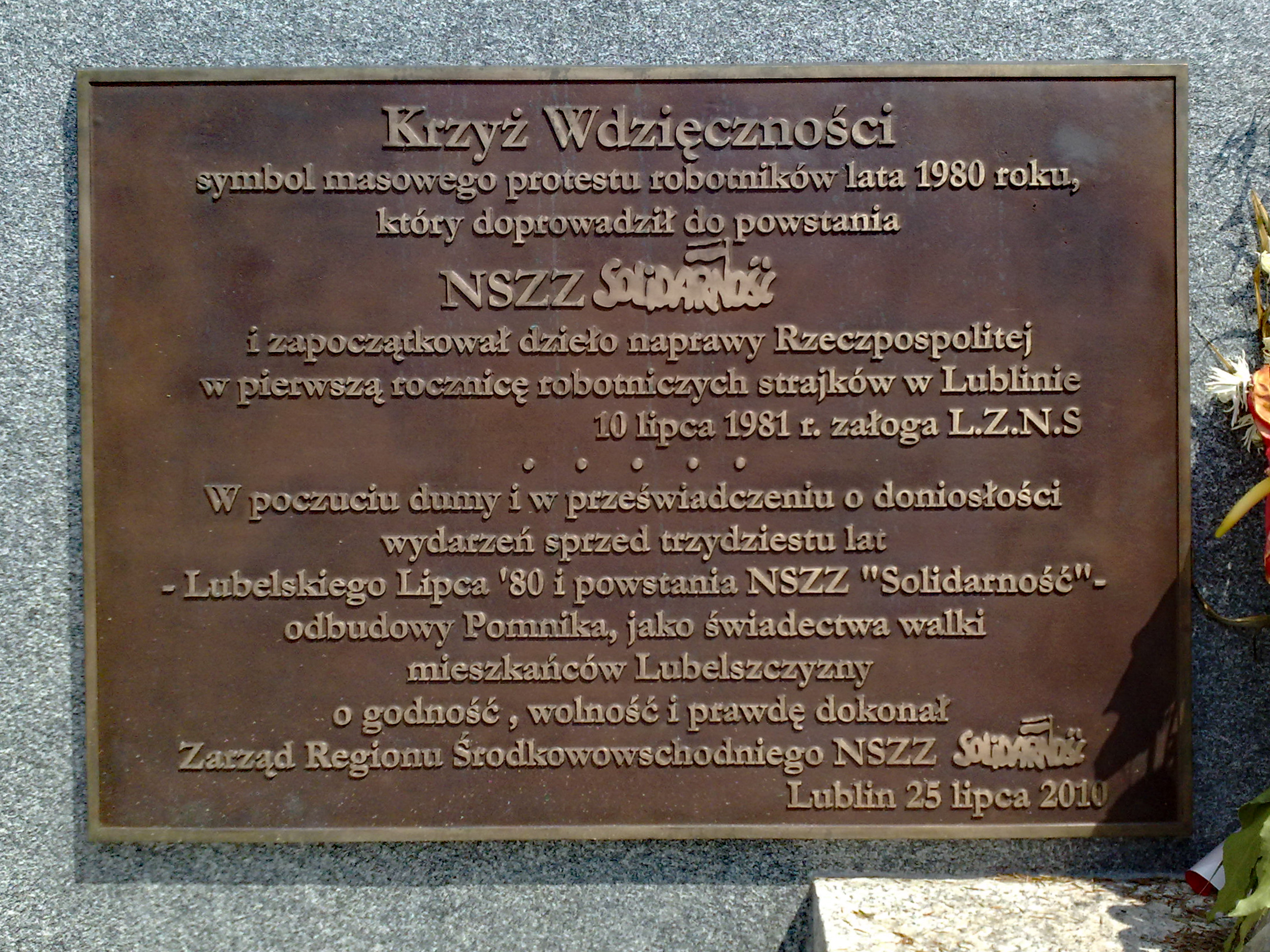
Tablica w wersji pomnika z roku 2010